# Rafael Treku Eugi
Rafael Treku Eugi (Sant Sebastià, 1932 - 2000) va ser un cineasta i productor guipuscoà. Va dirigir els seus primers curtmetratges a les ordres de la Societat de Ciències Aranzadi, entre 1961 i 1963: El espinoso, Annillamiento de aves, Natrix i La charca. Va continuar treballant com a artista en solitari fins al 1968, període durant el qual va produir i dirigir uns catorze curtmetratges.
L'any 1969 va fundar la productora Ornix Films en col·laboració amb Francisco Bernabé, i des de llavors han produït nombrosos curtmetratges i documentals dedicats a la natura, la majoria relacionats amb la muntanya i el mar. També va guanyar importants premis amb les seves obres, alguns dels quals es van veure a la televisió estrangera. Entre els treballs de la productora d'Ornix Films, destaca el llargmetratge Mar Adentro. Entre d'altres, membre de la junta directiva d'Euskadiko Filmategia, Festival Internacional de Cinema de Sant Sebastià i Donostia Aquarium, professor de l'Escola de Cinema i Vídeo d'Andoain i el responsable de l'Associació de Productors Independents Bascs.

## Filmografia
- Anillamiento de Aves (1962)
- La Charca (1962)
- Egipto (1965)
- Buitres (1965)
- La Marisma (1966)
- Rapaces (1967)
- El águila Imperial (1968)
- Arraunketa (1968)
- Doñana (1969)
- Navarra Agreste (1971)
- Las Encantadas (1974)
- Bosques Ibéricos (1980)
- Hegats Horia (1983)
- La Amadraba (1985)
- Mar Adentro (1985).